# Olympia (cuentos de Almudena Cid)

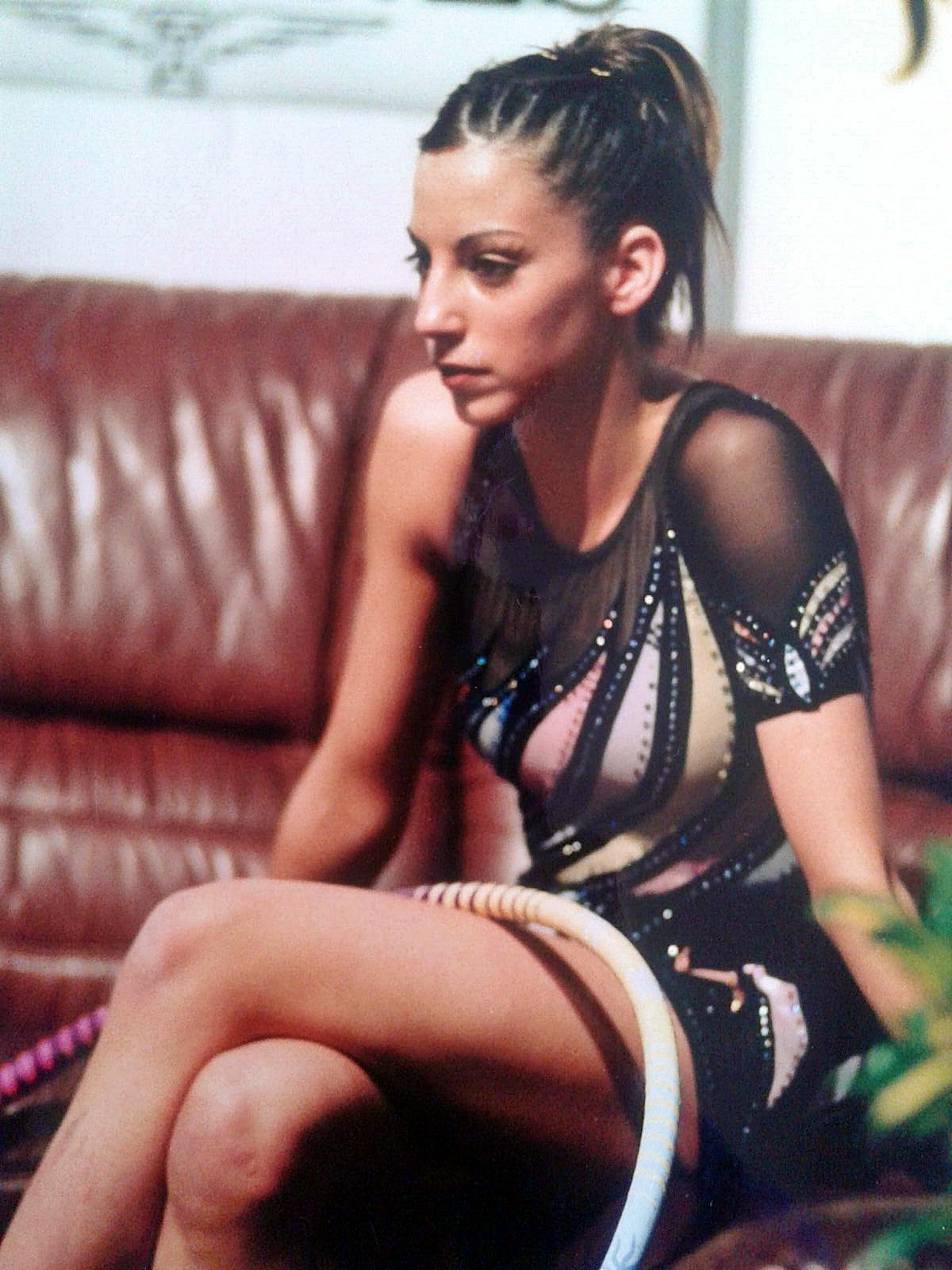
Almudena Cid es la autora de Olympia, la serie de cuentos inspirados en su vida deportiva.

Olympia es la serie de cuentos infantiles escritos por Almudena Cid, excomponente de la selección española de gimnasia rítmica. Ilustrados inicialmente por la también exgimnasta Montse Martín, desde 2018 las ilustraciones son de María Emegé.
Publicados a partir del 29 de octubre de 2014 por la Editorial Alfaguara, están inspirados en la carrera deportiva de la propia Almudena. Cuentan con ilustraciones en acuarela de Montse Martín (de 2014 a 2017) y de María Emegé (a partir de 2018) e incluyen además consejos para decorar los maillots, sobre maquillaje, peinados, etc. que están complementados con tutoriales en YouTube. Los cuentos están dirigidos principalmente a niñas de entre 9 y 12 años.

## Libros que componen la colección
Hasta el momento se han publicado nueve volúmenes de la serie Olympia, tres de la serie Olympia y las guardianas de la rítmica y cuatro de la serie El mundo de Olympia.

### Olympia
- Olympia 1. Punteras negras (29 de octubre de 2014).
- Olympia 2. Un paso más (29 de octubre de 2014).
- Olympia 3. Un mundo de dos sabores (14 de mayo de 2015).
- Olympia 4. La cinta roja (22 de octubre de 2015).
- Olympia 5. Un giro inesperado (22 de octubre de 2015).
- Olympia 6. En busca del sueño (7 de abril de 2016).
- Olympia 7. Verano en blanco (2 de junio de 2016).
- Olympia 8. Barras y estrellas (2 de junio de 2016).
- Olympia 9. Los Juegos Olímpicos de Atlanta (17 de noviembre de 2016).

### TrilogíaOlympia y las guardianas de la rítmica
- 1. Olympia y las guardianas de la rítmica (12 de abril de 2017).
- 2. Olympia y la fábrica de gimnastas (8 de junio de 2017).
- 3. Olympia y las auténticas deportistas (5 de octubre de 2017).

### El mundo de Olympia
- El mundo de Olympia 1. La fuerza de los cambios (12 de abril de 2018).
- El mundo de Olympia 2. La libertad enjaulada (7 de junio de 2018).
- El mundo de Olympia 3. Boomerang hacia Sídney (8 de noviembre de 2018).
- El mundo de Olympia 4. El coraje oculto (25 de abril de 2019).
- El mundo de Olympia 5. Atenas en juego (próximamente).

## Sinopsis
La serie de cuentos narra la historia de Olympia, una gimnasta rítmica del equipo júnior cuyo sueño es disputar unos Juegos Olímpicos. Cuenta su progreso como gimnasta en la consecución de esa meta y sus vivencias junto a sus compañeras del equipo, familia y amigos.

## Personajes principales

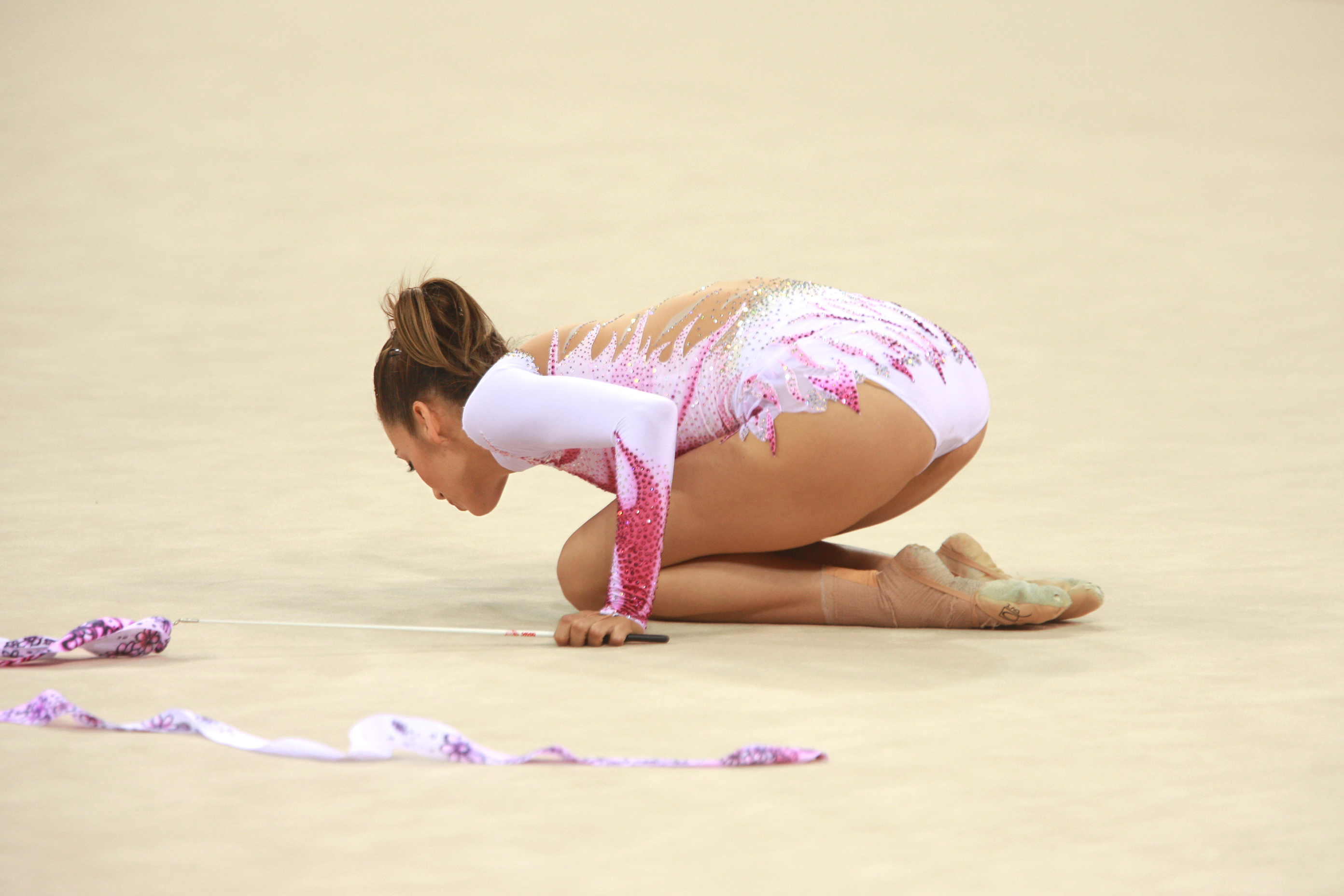
Almudena Cid besando el tapiz como gesto final a su carrera en los Juegos Olímpicos de Pekín 2008.

- Olympia: Protagonista de la historia. Componente del equipo júnior de gimnasia rítmica, tiene 12 años y quiere ser gimnasta olímpica. Es descrita como soñadora, creativa, responsable, perfeccionista, cabezota y rebelde. El personaje está inspirado en la propia Almudena Cid.
- Patricia: Capitana del equipo júnior, es descrita como alguien con alma de líder.
- Irene: Componente del equipo júnior, es caracterizada como reservada, disciplinada y observadora.
- Carmen: Componente del equipo júnior, es definida como alguien con buen sentido del humor y como la mejor amiga de Olympia en el equipo. Está inspirado en Tania Lamarca.
- Isabel: Componente del equipo júnior, es descrita como una persona vergonzosa y sensible. El personaje está inspirado en Estíbaliz Martínez.
- Iratxe: Entrenadora del equipo, es descrita como la técnico de gimnasia rítmica perfecta debido a su experiencia como gimnasta y sus conocimientos educativos. Está inspirado en Iratxe Aurrekoetxea.
- Rufino: Descrito como parco en palabras, gruñón, sensible y trabajador. Inspirado en una persona real de mismo nombre.
- David: Definido como el mejor amigo de Olympia en el colegio, es apasionado de la música, extrovertido y seguro de sí mismo.
- Ortzi: Componente del equipo masculino de gimnasia artística. Es caracterizado como alguien responsable, maduro y una promesa del deporte. El personaje está inspirado en el exgimnasta Ortzi Acosta.
- Marta: Amiga de Olympia desde niñas, vive en su mismo edificio. Personaje inspirado en Marta Ibisate, amiga de Almudena Cid.[2]

### Personajes tras la llegada al equipo nacional
- Maya: Seleccionadora nacional búlgara del equipo español que convive en el chalé con las gimnastas. El personaje está inspirado en Emilia Boneva.
- Cariño: Perro de Maya, se describe que tiene un olfato privilegiado. Personaje inspirado en el perro de Emilia Boneva del mismo nombre.
- Lucía (Ardilla): Definida como dicharachera, sonriente y una artista de las manualidades. Compañera inseparable de Olympia a su llegada al equipo nacional. Personaje inspirado en Nuria Cabanillas.
- Mario: Gimnasta artístico del equipo nacional. Se define que su dedicación es fruto de una tradición familiar. El personaje está inspirado en el exgimnasta Jesús Carballo.
- Adrián: Mejor amigo de Mario. Es descrito como alguien divertido y despistado.
- Cristina: Gimnasta individual. Dejó el equipo nacional poco después de llegar Olympia. Personaje inspirado en Patricia Elorduy.
- Clara: Mejor amiga de Cristina en el equipo nacional. Es descrita como una excelente gimnasta que lleva siempre los cascos puestos. Personaje inspirado en Claudia Pérez.
- Rita: Entrenadora del equipo nacional individual. Personaje inspirado en Mar Lozano.
- María: Entrenadora del conjunto nacional. Personaje inspirado en María Fernández Ostolaza.
- Estrella: Gimnasta del conjunto nacional. Personaje inspirado en Estela Giménez.
- Laura: Gimnasta del equipo nacional individual. Personaje inspirado en Alba Caride.
- Marisa: Coreógrafa del equipo nacional. Personaje inspirado en Marisa Mateo.

## Publicación
El 19 de septiembre de 2014, Almudena Cid anunció, a través de su perfil de Twitter y su página en Facebook, la publicación a partir del 29 de octubre de la serie de cuentos Olympia, escritos por ella misma. Señaló que estaban inspirados en su vida deportiva, que incluían ilustraciones realizadas por Montse Martín y que están dirigidos principalmente a niñas de entre 9 y 12 años. El 10 de octubre, a través de la nueva página web de Almudena, se mostraron las cubiertas de los dos primeros volúmenes y los personajes principales. El 29 de octubre se publicaron simultáneamente los dos primeros volúmenes de Olympia editados por Alfaguara, pudiendo adquirirse estos tanto en librerías como a través de la página web de Almudena Cid.
El 6 de abril de 2015, Almudena anunció a través de Twitter y Facebook que un nuevo volumen se publicaría el 14 de mayo. El 28 de julio confirmó que el cuarto volumen de Olympia saldría en octubre y reveló la portada del mismo a través de su web. El 4 de septiembre, Almudena posteó a través de Twitter la portada del quinto volumen y anunció que, al igual que el cuarto, también saldría a la venta en octubre. El 11 de febrero de 2016 anunció que el sexto volumen se publicaría en abril, y el 9 de abril compartió la portada del séptimo volumen, indicando que vería la luz en junio.